# Instituto Adam Smith
O Instituto Adam Smith (ASI) é um think tank neoliberal (anteriormente libertário) e grupo de lobby do Reino Unido e nomeado Adam Smith, um filósofo moral escocês e economista clássico. O rótulo libertário foi oficialmente alterado para neoliberal em 10 de outubro de 2016. O Instituto diz defender o livre mercado e as idéias liberais clássicas, principalmente por meio da formação de opções políticas radicais em relação à teoria da escolha pública, sobre as quais os tomadores de decisões políticas buscam se desenvolver. O presidente da ASI, Madsen Pirie, procurou descrever a atividade da organização como "propomos coisas que as pessoas consideram estar à beira da loucura. A próxima coisa que você sabe é que elas estão no limite da política".
A ASI formou a principal força intelectual por trás da privatização de indústrias estatais durante o governo da primeira-ministra de Margaret Thatcher. e, ao lado do Centro de Estudos de Políticas e do Instituto de Assuntos Econômicos, avançou uma abordagem neoliberal em relação à política pública de privatização, tributação, educação e saúde. Algumas das políticas apresentadas pela organização foram adotadas pelas administrações de John Major e Tony Blair e os membros da ASI também aconselharam governos não-britânicos. Grupos políticos fizeram novas abordagens da teoria smithiana como por exemplo este Instituto.

## História
Madsen Pirie e os irmãos Eamonn e Stuart Butler foram estudantes da Universidade de St Andrews, na Escócia. Douglas Mason ajudou a fundar também a Associação Conservadora Universitária. O grupo passou então a fazer lobby para privatização de bens públicos. O grupo foi um dos 3 que levou Thatcher ao poder. O instituto recebeu apoio para elaborar políticas públicas ao contrário dos outros que elaboravam apenas modelo para justificar a teoria neoliberal. Após os anos 80 o grupo cresceu solicitanto privatização de ferrovias O grupo recebeu dinheiro de George Soros e da indústria do tabaco. A transparência da ong é muito questionada.